# جزر لوس
جزر لوس هي مجموعة جزر تقع قبالة كوناكري في غينيا، على الساحل الغربي لأفريقيا. اشتق اسمهم من اللغة البرتغالية: (بالبرتغالية: Ilhas dos Ídolos‏) «جزر الأصنام». تقع على بعد حوالي 2 كيلومتر (1.2 ميل) قبالة الرأس الذي يحد الجانب الجنوبي لخليج سانغاريا.
تشتهر الجزر بشواطئها وتصميماتها الداخلية الحرجية وتشتهر بالسياح. تبحر العبارات إلى لوس من كوناكري.